# Fachperson Betreuung
Der Fachmann Betreuung EFZ bzw. die Fachfrau Betreuung EFZ ist eine berufliche Grundbildung in der Schweiz. 

## Tätigkeiten
Die Aufgaben einer Fachfrau bzw. eines Fachmannes Betreuung sind vielfältig. Sie reichen von der Betreuung von Kindern in Krippen und Kindertagesstätten über die Betreuung von geistig und/oder körperlich behinderten Personen bis hin zur Betreuung von alten Menschen.
Die Betreuung umfasst u. a. Zurhandgehen bei täglichen Besorgungen, Ankleiden, Medikamenteneinnahme, Zähne putzen, Waschen usw.
Ziel ist es immer auch, die Selbständigkeit der Betreuten zu erhalten und zu fördern.

## Anforderungen
Bereitschaft zu unregelmässigen Arbeitszeiten, auch am Abend und Wochenende. Angehende Fachpersonen für Betreuung müssen psychisch belastbar, kommunikativ und zugleich teamfähig sein.

## Ausbildung
Die Ausbildung dauert drei Jahre. Die drei Ausbildungsorte sind Betrieb, Berufsfachschule und überbetriebliche Kurse.

### Fachrichtungen
- Behindertenbetreuung
- Betagtenbetreuung
- Kinderbetreuung
- Generalistische Ausbildung

Die generalistische Ausbildung umfasst dabei die drei anderen Fachrichtungen.

## Weiterbildungsmöglichkeiten
- Eidg. Berufsprüfungen (BP)
  - Teamleiter/-in in sozialen und sozialmedizinischen Institutionen mit eidg. Fachausweis
  - Migrationsfachfrau/-fachmann mit eidg. Fachausweis
  - Sozialbegleiter/in mit eidg. Fachausweis
- Eidg. Höhere Fachprüfung (HFP)
  - Dipl. Heimleiter/-in
  - Dipl. Arbeitsagoge/-in[1][2]
  - Dipl. Blindenführhundeinstruktor/in
- Höhere Fachschule (HF)
  - Dipl. Aktivierungsfachmann/-frau HF
  - Dipl. Kindererzieher/-in HF
  - Dipl. Sozialpädagoge/-in HF
  - Dipl. sozialpädagogische/r Werkstattleiter/-in HF
- Fachhochschule (FH)
  - Sozialpädagogik FH
  - Soziale Arbeit FH
  - Angewandte Psychologie
  - Ergotherapie FH
  - Soziokulturelle Animation FH

## Verwandte Berufe
- Altenpfleger (Deutschland)
- Heilerziehungspfleger (Deutschland)

## Vorgängerberufe
- Sozialagogin/Sozialagoge
- Betagtenbetreuerin/Betagtenbetreuer